# Pływanie na Letnich Igrzyskach Olimpijskich 1972 – 200 m stylem motylkowym mężczyzn
200 m stylem motylkowym mężczyzn – jedna z konkurencji pływackich rozgrywanych podczas XX Igrzysk Olimpijskich w Monachium. Eliminacje i finał odbyły się 28 sierpnia 1972 roku.
Mistrzem olimpijskim został Amerykanin Mark Spitz, który pobił własny rekord świata, uzyskawszy czas 2:00,70 min. Pozostałe miejsca na podium także zajęli reprezentanci Stanów Zjednoczonych: Gary Hall Sr. zdobył srebro z wynikiem 2:02,86, a brąz wywalczył Robin Backhaus (2:03,23).
Kilka godzin wcześniej, w eliminacjach rekord olimpijski poprawili kolejno: Gary Hall Sr., Robin Backhaus i Mark Spitz.

## Rekordy
Przed zawodami rekord świata i rekord olimpijski wyglądały następująco:
| Rekord            | Zawodnik    | Czas    | Miejsce | Data                 |       |
| ----------------- | ----------- | ------- | ------- | -------------------- | ----- |
| Rekord świata     | Mark Spitz  | 2:01,53 | Chicago | 2 sierpnia 1972      | [ 1 ] |
| Rekord olimpijski | Kevin Berry | 2:06,6  | Tokio   | 18 października 1964 | [ 2 ] |

W trakcie zawodów ustanowiono następujące rekordy:
| Data        | Etap konkurencji      | Zawodnik       | Czas    | Rekord |
| ----------- | --------------------- | -------------- | ------- | ------ |
| 28 sierpnia | wyścig eliminacyjny 1 | Gary Hall Sr.  | 2:03,70 | OR     |
| 28 sierpnia | wyścig eliminacyjny 2 | Robin Backhaus | 2:03,11 | OR     |
| 28 sierpnia | wyścig eliminacyjny 4 | Mark Spitz     | 2:02,11 | OR     |
| 28 sierpnia | finał                 | Mark Spitz     | 2:00,70 | WR     |

## Wyniki

### Eliminacje
| Miejsce | Wyścig | Zawodnik           | Państwo           | Czas    | Uwagi |
| ------- | ------ | ------------------ | ----------------- | ------- | ----- |
| 1.      | 4      | Mark Spitz         | Stany Zjednoczone | 2:02,11 | Q,    |
| 2.      | 2      | Robin Backhaus     | Stany Zjednoczone | 2:03,11 | Q     |
| 3.      | 1      | Gary Hall Sr.      | Stany Zjednoczone | 2:03,70 | Q     |
| 4.      | 1      | András Hargitay    | Węgry             | 2:05,05 | Q     |
| 5.      | 3      | Hans Fassnacht     | RFN               | 2:05,39 | Q     |
| 6.      | 4      | Hartmut Flöckner   | NRD               | 2:05,54 | Q     |
| 7.      | 3      | Jorge Delgado      | Ekwador           | 2:05,61 | Q     |
| 8.      | 2      | Folkert Meeuw      | RFN               | 2:06,13 | Q     |
| 9.      | 4      | John Mills         | Wielka Brytania   | 2:06,58 |       |
| 10.     | 3      | Wiktor Szarygin    | ZSRR              | 2:06,76 |       |
| 11.     | 4      | Brian Brinkley     | Wielka Brytania   | 2:06,82 |       |
| 12.     | 3      | James Findlay      | Australia         | 2:08,36 |       |
| 13.     | 1      | Roger Pyttel       | NRD               | 2:08,72 |       |
| 14.     | 2      | Yasuhiro Komazaki  | Japonia           | 2:08,72 |       |
| 15.     | 3      | Ron Jacks          | Kanada            | 2:09,04 |       |
| 16.     | 1      | Sean Maher         | Wielka Brytania   | 2:09,39 |       |
| 17.     | 2      | Hugo Valencia      | Meksyk            | 2:09,56 |       |
| 18.     | 3      | Ricardo Marmolejo  | Meksyk            | 2:10,00 |       |
| 19.     | 1      | Jorge Jaramillo    | Kolumbia          | 2:10,24 |       |
| 20.     | 3      | Jacques Leloup     | Belgia            | 2:10,79 |       |
| 21.     | 1      | Walter Mack        | RFN               | 2:11,03 |       |
| 22.     | 1      | Wasił Dobrew       | Bułgaria          | 2:11,28 |       |
| 23.     | 4      | Byron MacDonald    | Kanada            | 2:12,12 |       |
| 24.     | 4      | Gaetano Carboni    | Włochy            | 2:12,16 |       |
| 25.     | 2      | Andrzej Chudziński | Polska            | 2:12,62 | NR    |
| 26.     | 4      | Hsu Tung-Hsiung    | Republika Chińska | 2:16,35 |       |
| 27.     | 2      | Geoffrey Ferreira  | Trynidad i Tobago | 2:19,76 |       |
| 28.     | 3      | Roy Chan           | Singapur          | 2:20,30 |       |
| 29.     | 4      | Carlos Singson     | Filipiny          | 2:23,70 |       |
| 30. !   | 2      | Angelo Tozzi       | Włochy            | 2:10,82 | DSQ   |

### Finał

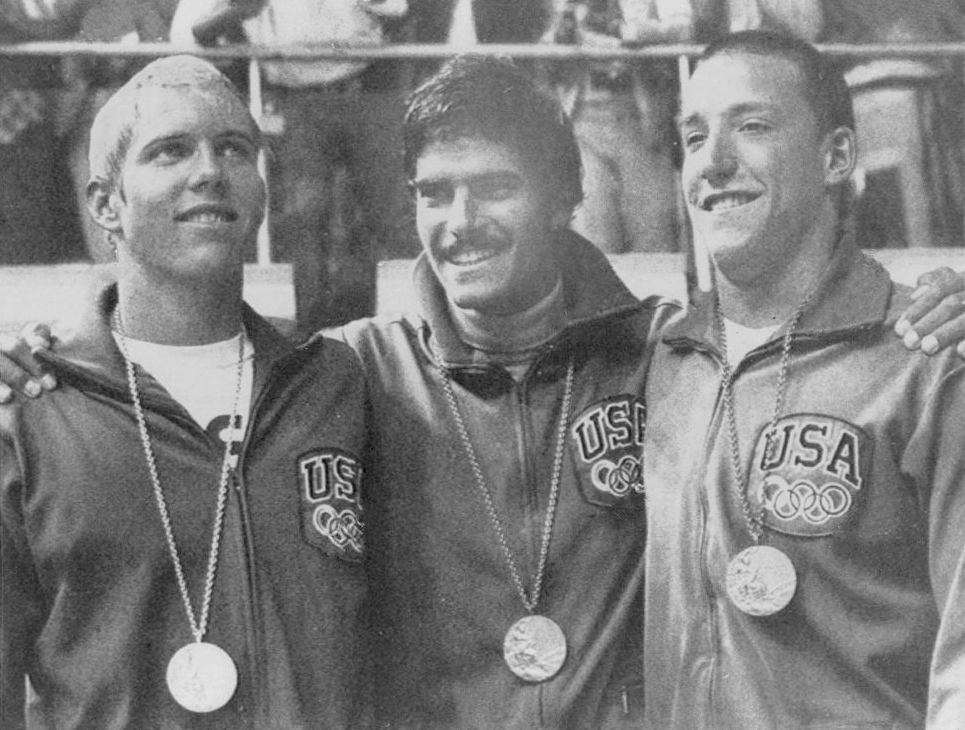
Medaliści (od lewej): Hall, Spitz, Backhaus

| Miejsce | Zawodnik         | Państwo           | Czas    | Uwagi |
| ------- | ---------------- | ----------------- | ------- | ----- |
| 1. !    | Mark Spitz       | Stany Zjednoczone | 2:00,70 | WR    |
| 2. !    | Gary Hall Sr.    | Stany Zjednoczone | 2:02,86 |       |
| 3. !    | Robin Backhaus   | Stany Zjednoczone | 2:03,23 |       |
| 4.      | Jorge Delgado    | Ekwador           | 2:04,60 |       |
| 5.      | Hans Fassnacht   | RFN               | 2:04,69 |       |
| 6.      | András Hargitay  | Węgry             | 2:04,69 |       |
| 7.      | Hartmut Flöckner | NRD               | 2:05,34 |       |
| 8.      | Folkert Meeuw    | RFN               | 2:05,57 |       |